# 约什科·维多舍维奇
约什科·维多舍维奇（1935年1月11日—1990年8月10日），克罗地亚男子足球运动员，司职前锋。他曾代表南斯拉夫国奥队参加1956年夏季奥林匹克运动会足球比赛，获得一枚银牌。